# Martí Olaya i Galceran
Martí Olaya i Galceran (Barcelona, 4 de juliol de 1927 — Sant Cugat del Vallès, Vallès Occidental, 4 de gener de 2014) fou un escriptor i activista cultural català.

## Biografia
Estudià comerç i treballà com a professor mercantil i com a censor jurat de comptes. Vinculat a la cultura catalana, es va interessar especialment per la literatura infantil i pel teatre, alhora que col·laborà a publicacions com La Vanguardia, Avui, Serra d'Or, Diari de Sant Cugat i Revista de Sants. De 1968 a 1988 formà part del consell de redacció de Cavall Fort i de 1968 a 1983 va dirigir el Cicle de Teatre Cavall Fort per a nois i noies, així com la col·lecció Teatre. Joc d'Equip d'editorial La Galera. També va organitzar sessions matinals de teatre per a infants al Teatre Romea de Barcelona. De 1992 a 1993 va coordinar Faristol, una revista de literatura infantil. Alhora va escriure narracions infantils i juvenils i va fer adaptacions del francès al català, com Riguet el del plomall de Charles Perrault amb Albert Jané i Riera (1982) i Quo Vadis? d'Henryk Sienkiewicz.
Fou patró de la Fundació Universal de la Sardana, president de la Fundació Orfeó de Sants i de la Fundació Folch i Torres, i membre del Secretariat d'entitats de Sants, Hostafrancs i la Bordeta. En 1986 va rebre un dels Premis d'Actuació Cívica de la Fundació Lluís Carulla i el 1976 va rebre el Premi Crítica Serra d'Or de Teatre i el Premi de l'Agrupació Dramàtica de Barcelona en reconeixement de la tasca al capdavant del Cicle de Teatre de Cavall Fort. En 1995 es va traslladar a viure a Sant Cugat del Vallès, on hi va fundar la secció local d'Òmnium Cultural, va participar en Lectures a la Fresca i fou un dels organitzadors del Festival de Poesia a Coll Favà.

## Obres
- La caputxeta vermella (1967)
- La rateta que escombrava l'escaleta (1967)
- A la vora del mar (1968)
- Terra endins (1969)
- Les cançons del firaire (Premi Ciutat de Sabadell 1972)[6]
- Una sargantana prenent el sol (1992)
- Contes tendres (1999)

## Fons personal
El fons de Martí Olaya va ser donat pels seus hereus a la Universitat Autònoma de Barcelona i dipositat a la Biblioteca d'Humanitats. El fons recull bàsicament documentació relativa a la gestió cultural realitzada pel productor del fons, correspondència diversa, obra pròpia i aliena, així com una selecció de llibres i revistes.